# Daniel Berg Hestad
Daniel Berg Hestad, né le 30 juillet 1975 à Molde en Norvège, est un footballeur international norvégien, qui évolue au poste de milieu de terrain. Il est principalement connu pour avoir joué au Molde FK.

## Biographie
Né à Molde en Norvège, Daniel Berg Hestad est un joueur qui aura fait preuve d'une rare fidélité au même club : le Molde FK, puisque excepté deux saisons dans le club néerlandais d'Heerenveen (2003-2005), Hestad a joué dans l'équipe première de Molde de 1993 à 2003 et de 2005 à 2016. La saison 2015 étant sa dernière.
Lors de la rencontre historique disputée le 5 novembre 2015 lors de la quatrième journée de la phase de groupe de la Ligue Europa, Molde affronte le Celtic Football Club à Glasgow. Alors qu'il y a 1-1, Hestad marque à la 37e minute, assurant la qualification de son équipe pour les 16es de finale. Il devient en même temps le joueur le plus âgé à marquer en Ligue Europa. Son contrat qui se termine avec la fin du championnat au mois de novembre, a été prolongé sine die jusqu'à élimination du club. Comme l'explique Tarje Nordstrand Jacobsen, le directeur du club : «Un joueur qui compte 23 saisons au plus haut niveau dont plus de 21 à Molde et qui est le recordman du nombre de matchs joués pour Molde, qui est très décoré et joue  encore bien n'a pas besoin de grandes phrases. Tout est dit.».

## Statistiques
| Saison                | Club                  | Championnat           | Championnat | Championnat | Coupe(s) nationale(s) | Coupe(s) nationale(s) | Compétition(s) continentale(s) | Compétition(s) continentale(s) | Compétition(s) continentale(s) | Total | Total |
| Saison                | Club                  | Division              | M.          | B.          | M.                    | B.                    | Comp.                          | M.                             | B.                             | M.    | B.    |
| 1993                  | Molde FK              | Tippeligaen           | 15          | 1           | 3                     | 0                     | -                              | -                              | -                              | 18    | 1     |
| 1994                  | Molde FK              | 1. divisjon           | 19          | 0           | 2                     | 1                     | -                              | -                              | -                              | 21    | 1     |
| 1995                  | Molde FK              | Tippeligaen           | 26          | 4           | 5                     | 1                     | C2                             | 2                              | 0                              | 33    | 5     |
| 1996                  | Molde FK              | Tippeligaen           | 25          | 4           | 5                     | 2                     | -                              | -                              | -                              | 30    | 6     |
| 1997                  | Molde FK              | Tippeligaen           | 25          | 12          | 4                     | 2                     | -                              | -                              | -                              | 29    | 14    |
| 1998                  | Molde FK              | Tippeligaen           | 24          | 8           | 5                     | 3                     | -                              | -                              | -                              | 29    | 11    |
| 1999                  | Molde FK              | Tippeligaen           | 25          | 4           | 2                     | 0                     | C1                             | 10                             | 3                              | 37    | 7     |
| 2000                  | Molde FK              | Tippeligaen           | 26          | 3           | 4                     | 2                     | C3                             | 2                              | 0                              | 32    | 5     |
| 2001                  | Molde FK              | Tippeligaen           | 26          | 9           | 4                     | 3                     | -                              | -                              | -                              | 30    | 12    |
| 2002                  | Molde FK              | Tippeligaen           | 26          | 4           | 3                     | 0                     | -                              | -                              | -                              | 29    | 4     |
| 2003                  | Molde FK              | Tippeligaen           | 21          | 5           | 2                     | 0                     | C3                             | 6                              | 3                              | 29    | 8     |
| Sous-total            | Sous-total            | Sous-total            | 258         | 54          | 39                    | 14                    | -                              | 20                             | 6                              | 317   | 74    |
| 2004                  | SC Heerenveen         | Eredivisie            | 15          | 1           | -                     | -                     | -                              | -                              | -                              | 15    | 1     |
| 2004-2005             | SC Heerenveen         | Eredivisie            | 26          | 4           | 1                     | 0                     | C3                             | 5                              | 0                              | 32    | 4     |
| Sous-total            | Sous-total            | Sous-total            | 41          | 5           | 1                     | 0                     | -                              | 5                              | 0                              | 47    | 5     |
| 2005                  | Molde FK              | Tippeligaen           | 14          | 3           | 3                     | 2                     | -                              | -                              | -                              | 17    | 5     |
| 2006                  | Molde FK              | Tippeligaen           | 24          | 3           | 3                     | 2                     | C3                             | 2                              | 0                              | 29    | 5     |
| 2007                  | Molde FK              | 1. divisjon           | 24          | 8           | -                     | -                     | -                              | -                              | -                              | 24    | 8     |
| 2008                  | Molde FK              | Tippeligaen           | 25          | 4           | 6                     | 1                     | -                              | -                              | -                              | 31    | 5     |
| 2009                  | Molde FK              | Tippeligaen           | 27          | 0           | 7                     | 1                     | -                              | -                              | -                              | 34    | 1     |
| 2010                  | Molde FK              | Tippeligaen           | 26          | 3           | 2                     | 0                     | C3                             | 4                              | 0                              | 32    | 3     |
| 2011                  | Molde FK              | Tippeligaen           | 28          | 0           | 3                     | 0                     | -                              | -                              | -                              | 31    | 0     |
| 2012                  | Molde FK              | Tippeligaen           | 24          | 2           | 3                     | 0                     | C1+C3                          | 4+6                            | 0+0                            | 37    | 2     |
| 2013                  | Molde FK              | Tippeligaen           | 19          | 1           | 3                     | 0                     | C1+C3                          | 4+2                            | 0+0                            | 28    | 1     |
| 2014                  | Molde FK              | Tippeligaen           | 25          | 1           | 5                     | 1                     | C3                             | 3                              | 0                              | 33    | 2     |
| 2015                  | Molde FK              | Tippeligaen           | 22          | 0           | 3                     | 0                     | C1+C3                          | 3+10                           | 0+1                            | 38    | 1     |
| Sous-total            | Sous-total            | Sous-total            | 258         | 25          | 38                    | 7                     | -                              | 38                             | 1                              | 334   | 33    |
| Total sur la carrière | Total sur la carrière | Total sur la carrière | 557         | 84          | 78                    | 21                    | -                              | 63                             | 7                              | 698   | 112   |

## Sélection
- Norvège : 8 sélections
- Première sélection le 22 avril 1998 : Danemark - Norvège (0-2)

Berg Hestad n'a marqué aucun but lors de ses huit sélections avec l'équipe de Norvège obtenues entre 1998 et 2003. Sur ses huit apparitions, il compte deux titularisations.

## Palmarès
Molde FK
- Vainqueur du Championnat de Norvège (2) : 2011, 2012
- Vainqueur de la Coupe de Norvège (2) : 1994, 2005.